# Маннус, Алан
Алан Маннус (англ. Alan Mannus; род. 19 мая 1982, Торонто) — североирландский футболист, вратарь клуба «Шемрок Роверс». Участник чемпионата Европы 2016 года.

## Клубная карьера
Маннус начал карьеру в клубе «Линфилд». В 2002 году он дебютировал за команду в чемпионате Северной Ирландии и почти сразу завоевал место основного голкипера, до этого Маннус на правах аренды выступал за клубы «Ларн» и «Каррик Рейнджерс». В 2003 году в матче против «Ома Таун» Алан забил гол ударом от своих ворот. В по итогам октября он был выбран лучшим футболистом месяца. В 2004 году Маннус продлил контракт с «Линдфилдом» на два года. В сезоне 2007/2008 Алан был признан футболистом года. В составе клуба он пять раз стал чемпионом Северной Ирландии, а также четыре раза завоевал национальный кубок и дважды кубок лиги. За девять лет пребывания в «Линдфилде» Маннусом интересовались английские «Эвертон» и «Донкастер Роверс», а также шотландский «Мотеруэлл».
В 2009 году Алан перешёл в ирландский «Шемрок Роверс». 22 августа в матче против «Дандолка» он дебютировал в чемпионате Ирландии. В 2010 году Маннус помог клубу выиграть чемпионат и был номинирован на звание футболиста года, и был признан лучшим вратарём.
В 2011 году Алан на правах свободного агента перешёл в шотландский «Сент-Джонстон». Он стал сменщиком Петера Энкельмана, но после того, как в матче против «Данди Юнайтед» финский вратарь пропустил пять мячей, Маннус занял его место в воротах. 19 февраля в поединке против «Абердина» он дебютировал в шотландской Премьер лиге. В 2014 году Алан помог «Сент-Джонстону» завоевать Кубок Шотландии. Летом 2018 года Маннус вернулся в «Шемрок Роверс».

## Международная карьера
В 2004 году в товарищеском матче против сборной Тринидада и Тобаго Маннус дебютировал за сборную Северной Ирландии.
Летом 2016 года Алан принял участие в чемпионате Европы во Франции. На турнире он был запасным и на поле не вышел.

### Матчи за сборную
| Матчи Маннуса за сборную Северной Ирландии | Матчи Маннуса за сборную Северной Ирландии | Матчи Маннуса за сборную Северной Ирландии | Матчи Маннуса за сборную Северной Ирландии | Матчи Маннуса за сборную Северной Ирландии | Матчи Маннуса за сборную Северной Ирландии |
| ------------------------------------------ | ------------------------------------------ | ------------------------------------------ | ------------------------------------------ | ------------------------------------------ | ------------------------------------------ |
| №                                          | Дата                                       | Оппонент                                   | Счёт                                       | Пропущенные голы                           | Соревнование                               |
| 1                                          | 6 июня 2004                                | Тринидад и Тобаго                          | 3:0                                        | —                                          | Товарищеский матч                          |
| 2                                          | 6 февраля 2008                             | Болгария                                   | 0:1                                        | —                                          | Товарищеский матч                          |
| 3                                          | 26 марта 2008                              | Грузия                                     | 4:1                                        | —                                          | Товарищеский матч                          |
| 4                                          | 6 июня 2009                                | Италия                                     | 0:3                                        | 1                                          | Товарищеский матч                          |
| 5                                          | 6 февраля 2013                             | Мальта                                     | 0:0                                        | —                                          | Товарищеский матч                          |
| 6                                          | 15 ноября 2013                             | Турция                                     | 0:1                                        | —                                          | Товарищеский матч                          |
| 7                                          | 5 марта 2014                               | Кипр                                       | 0:0                                        | —                                          | Товарищеский матч                          |

Итого: 7 матчей / 1 гол пропущен; 2 победы, 2 ничьих, 3 поражения.

## Достижения

### Клубные

#### «Линфилд»
- Чемпионат Северной Ирландии по футболу: 2000/01, 2001/02, 2003/04, 2005/06, 2006/07, 2007/08
- Обладатель Кубка Северной Ирландии: 2001/02, 2005/06, 2006/07, 2007/08
- Обладатель Кубка лиги: 2005/06, 2006/07

#### «Шемрок Роверс»
- Чемпионат Ирландии по футболу: 2010, 2011, 2020, 2021
- Обладатель Кубка Ирландии: 2019

#### «Сент-Джонстон»
- Обладатель Кубка Шотландии: 2013/14

### Индивидуальные
- Лучший футболист чемпионата Северной Ирландии: 2007/08
- Лучший вратарь чемпионата Ирландии: 2010